# Exacum trinervium
Exacum trinervium är en gentianaväxtart. Exacum trinervium ingår i släktet Exacum och familjen gentianaväxter.

## Underarter
Arten delas in i följande underarter:
- E. t. macranthum
- E. t. pallidum
- E. t. ritigalensis
- E. t. trinervium